# サンサ航空

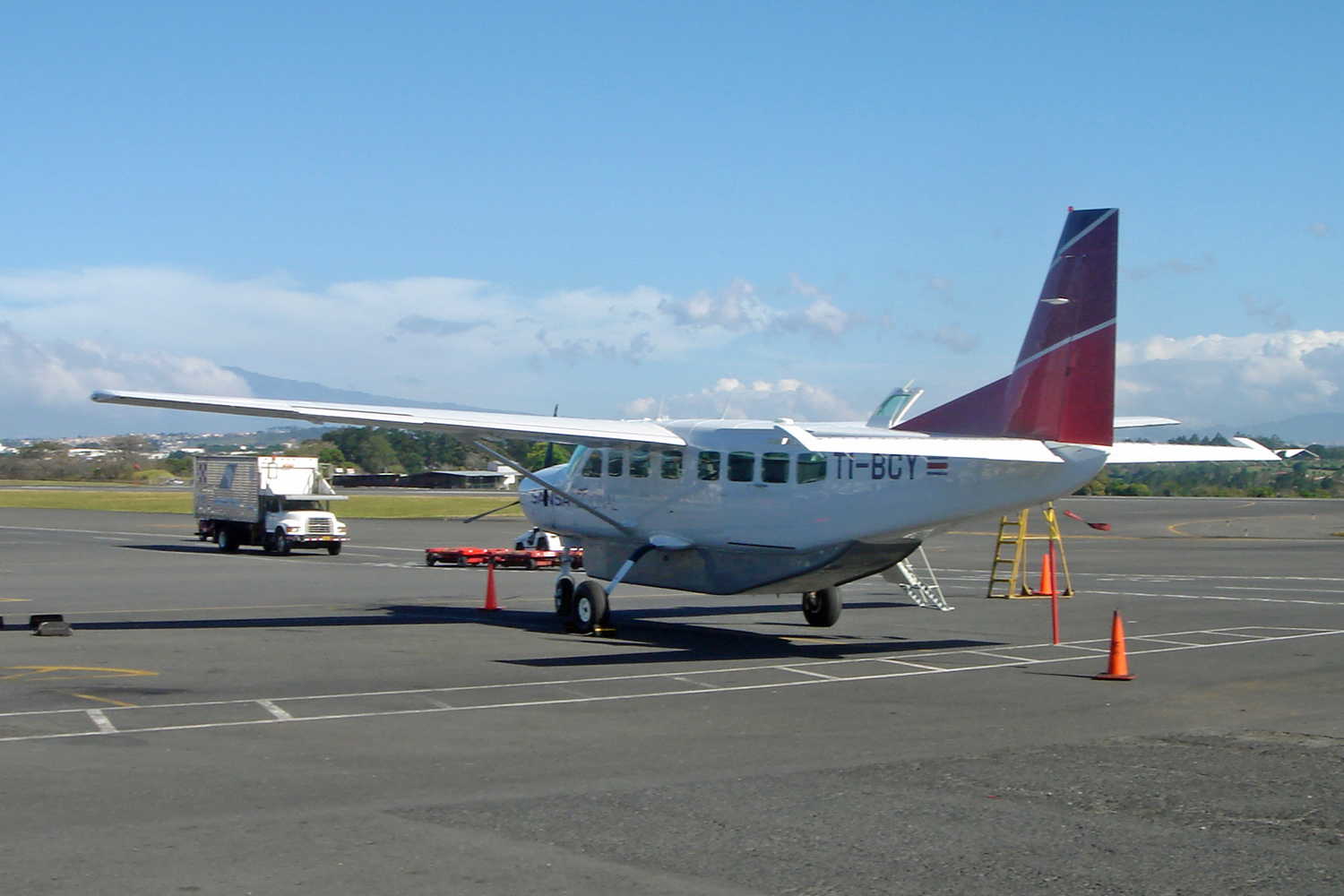
フアン・サンタマリーア国際空港に停止中のセスナ 208 キャラバン

SANSA航空 (Servicios Aéreos Nacionales S.A.) は、コスタリカのサン・ホセに拠点を置く航空会社である。ハブ空港はフアン・サンタマリーア国際空港。国内線主体に運航している。

## 歴史
この航空会社は、LACSA航空という国内線向けの航空会社として、1978年に設立された。
2010年、アビアンカ航空の傘下に入りアビアンカ・コスタリカの一部として定期便を運航した。
2019年、アビアンカはサンサ航空をアメリカのRegional Airlines Holding LLCに売却した。

## 目的地
SANSA航空の目的地は、次の通りである。
- ドレイク ベイ
- トルトゥゲーロ バー
- ゴルフィト
- ラ・フォルトゥナ/アレナル
- リベリア
- サウスパーム
- プエルト・ヒメネス
- プエルトリモン
- ケポス/マヌエル・アントニオ
- サン・イシドロ・デ・エル将軍
- アラフエラ（ハブ）
- タマリンドビーチ
- タンボールビーチ
- ノサラ
- エメラルドコースト

## 以前の目的地
- サマラ-カリージョ空港
- プンタ・イスリタ空港
- コト・47空港
- バラ・デル・コロラド

## 保有機材

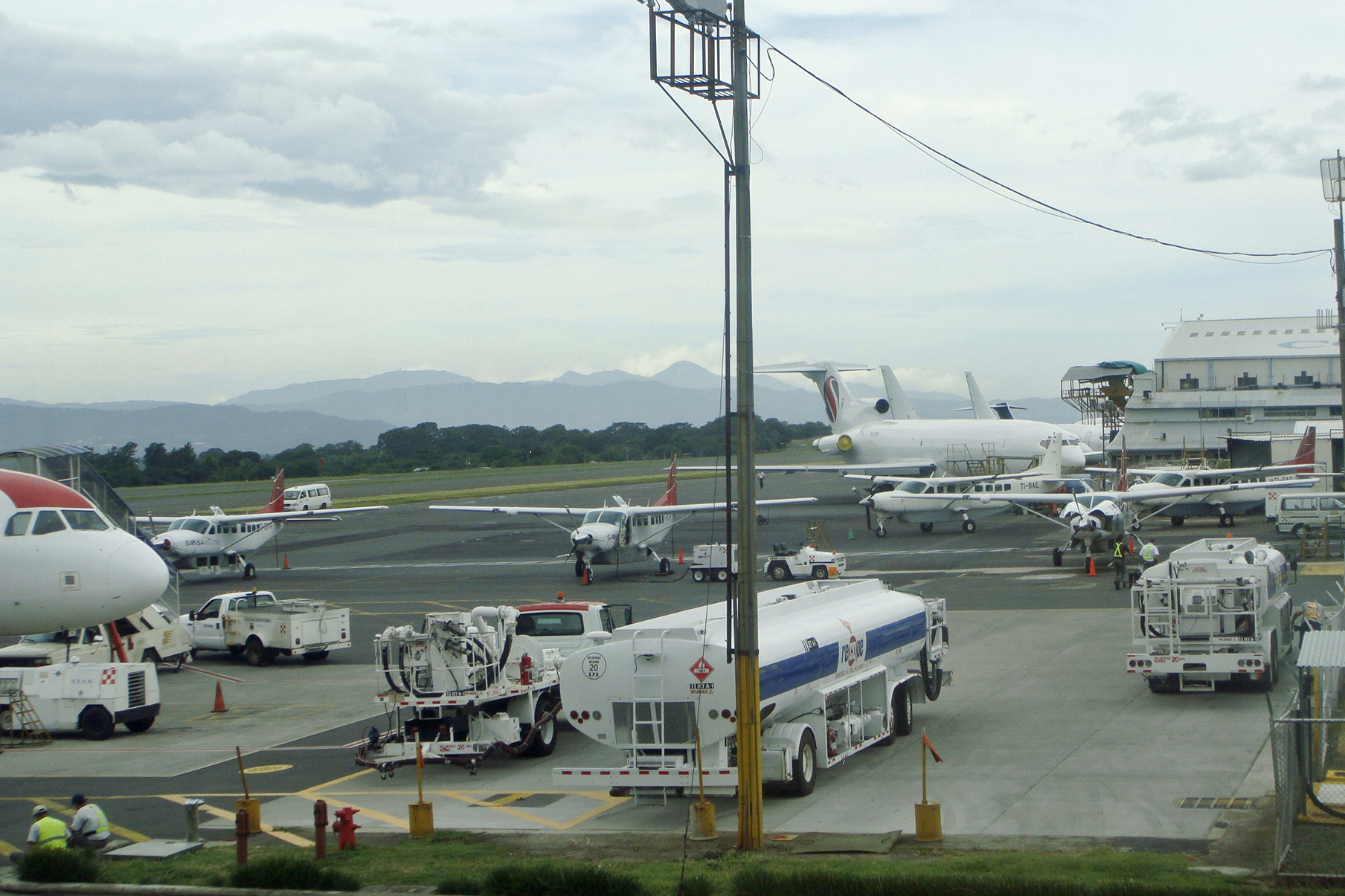
SANSA航空のターミナルエリアは、フアン・サンタマリーア国際空港で、メインターミナルの隣にある。

2018年1月現在、SANSA航空の機材は以下の通りである。
- 5 セスナ 208B
- 4 セスナ208BグランドキャラバンEX

## 過去の使用機材
- マクドネル・ダグラスDC-3
- CASA C-212 アオビカル
- ATR 42

## 事故
- SANSA航空32便墜落事故